# Fritz Busch

Fritz Busch

Fritz Busch (Siegen, 13 maart 1890 - Londen, 14 september 1951) was een Duits dirigent.
Busch is chef-dirigent geweest in Aken, Stuttgart en Dresden. In 1933 werd hij van zijn post in Dresden ontheven vanwege zijn oppositie tegen de nazi-regering in Duitsland. Hij vond werk in Zuid-Amerika en Scandinavië voordat hij muzikaal directeur van het Glyndebourne Festival in Engeland werd. Hij bleef daar totdat de Tweede Wereldoorlog uitbrak. Daarna richtte hij zich op Zuid-Amerika en de Metropolitan Opera in New York.
De broers van Fritz Busch waren de violist Adolf Busch en de cellist Hermann Busch.

## Bijzondere opnamen
- 1934–1935: Wolfgang Amadeus Mozart, Così fan tutte (ingekort), met de Glyndebourne Festival Opera, met als solisten Heddle Nash, John Brownlee e.a. (EMI Références, Naxos Historical)
- 1935: Wolfgang Amadeus Mozart, Le nozze di Figaro, met de Glyndebourne Festival Opera, met als solisten Roy Henderson, Norman Allin e.a. (Naxos Historical)
- 1936: Wolfgang Amadeus Mozart, Don Giovanni, met de Glyndebourne Festival Opera met als solisten John Brownlee, Roy Henderson e.a. (Naxos Historical)